# Надклиторен пиърсинг
Надклиторният пиърсинг (на английски: Clitoral hood piercing) е женски генитален пиърсинг, който се разполага през клиторната качулка, която заобикаля главичката на клитора. В зависимост от посоката, в която пиърсингът е ориентиран в кожата над клитора, съществуват два основни типа надклиторен пиърсинг – с вертикално и хоризонтално пробиване на клиторната качулка. Нито един от тези пиърсинги не прониква в самия клитор.
Този вид пиърсинг е известен с това, че увеличава сексуалното удоволствие. Според едно проучване в Университета в Южна Алабама се съобщава за положителна връзка между вертикалният надклиторен пиърсинг и желанието, честотата на половия акт и сексуалната възбуда. Въпреки това, това може да зависи от много фактори, като използваните бижута и самия индивид.

## Здраве
В сравнение с други видове пиърсинги, надклиторният пиърсинг се извършва сравнително без усложнения, което със сигурност допринася за популярността на пиърсинга. За разлика от обикновените очаквания, този пиърсинг не е по-болезнен, отколкото другите пиърсинги. Тъй като пиърсингът преминава през тънък слой тъкан, бързо и лесно се пробива и според различни проучвания болката е по-малка в сравнение с пиърсинга на ушите. Поради засиленото кръвообращение в тази област възстановителният период е много кратък. По време на лечебния период обаче раната от пиърсинга може да увеличи риска от полово предавани болести.